# Stobno (Kalisz)
Pour les articles homonymes, voir Stobno.
Stobno est une localité polonaise de la gmina de Godziesze Wielkie, située dans le powiat de Kalisz en voïvodie de Grande-Pologne.